# Karin Ebensperger
Karin Ebensperger Ahrens (* 4. März 1955 in Santiago de Chile) ist eine chilenische Journalistin, Fernsehmoderatorin und politische Kommentatorin. 25 Jahre lang war sie Moderatorin des internationalen Analyseteils von Teletrece auf Canal 13, der ältesten chilenischen Nachrichtensendung.

## Leben und Karriere
Karin Ebensperger ist die älteste Tochter von Jorge Ebensperger Grassau und Marlene Ahrens Ostertag, einer chilenischen Leichtathletik-Olympiasiegerin, beide deutscher Abstammung. Bereits in ihrer Jugend folgte Karin dem Vorbild ihrer Mutter und nahm 1977 an den Leichtathletik-Südamerikameisterschaften in Uruguay als Vertreterin Chiles teil. Sie engagierte sich ebenso im Bereich des Springreitens und nahm an verschiedenen nationalen Meisterschaften in der Kategorie der jugendlichen Frauen in Chile teil.
Ebensperger studierte Journalismus an der Päpstlichen Katholischen Universität von Chile und schloss dort ihr Studium als Journalistin ab. Zu diesem Zeitpunkt trat sie in den Dienst des damaligen Fernsehsenders der Universität (Corporación de Televisión de la Pontificia Universidad Católica de Chile), zunächst in der Funktion einer internationalen politischen Analystin. In der Zeitspanne von 1980 bis 2005 war sie als Moderatorin der Fernsehsendung „Encuentro Noticioso“ tätig. Sie war zudem Auslandskorrespondentin und gehörte der Journalistendelegation an, die die chilenischen Präsidenten Eduardo Frei Ruiz-Tagle und Ricardo Lagos während verschiedener internationaler Reisen und offizieller Staatsbesuche begleitete. Zusätzlich führte sie Interviews mit international bedeutenden politischen Persönlichkeiten wie Michail Gorbatschow, Henry Kissinger und Margaret Thatcher.
In der Presse ist sie regelmäßig Kolumnistin für die Zeitung El Mercurio. Ebenso ist sie internationale politische Analystin für die liberale chilenische Denkfabrik Libertad y Desarrollo. Karin moderiert außerdem Diskussionen über internationale Politik auf verschiedenen Kongressen und Konferenzen in Chile.
Mit 22 Jahren heiratete sie Sergio Eguiguren, mit dem sie fünf Kinder hatte, und wurde 2005 verwitwet. Anschließend heiratete sie erneut den chilenischen Kardiologen Héctor Ducci.